# Wobeser
Wobeser (Wobiser) – herb szlachecki, używany przez rodzinę osiadłą na Pomorzu. Herb własny rodziny Wobeserów.

## Opis herbu
Herb znany był w przynajmniej trzech wariantach. Opisy z wykorzystaniem klasycznych zasad blazonowania:
Wobeser I: W polu błękitnym liść lipy złoty (lub zielony). Klejnot: nad hełmem w koronie trzy lilie naturalne srebrne na łodygach ulistnionych zielonych, w wachlarz. Labry błękitne, podbite złotem.
Wobeser II: W polu błękitnym liść lilii wodnej złoty. Klejnot: nad hełmem w koronie trzy kwiaty lilii wodnej srebrne na łodygach złotych, w wachlarz. Labry błękitne, podbite złotem.
Wobeser IIa (Wobiser): W polu srebrnym liść lilii wodnej zielony. Klejnot: nad hełmem w koronie trzy lilie naturalne srebrne na łodygach ulistnionych zielonych, w wachlarz. Labry czerwone, podbite złotem.

## Najwcześniejsze wzmianki
Najdawniejsze znane przedstawienie herbu pochodzi z epitafium Martena Wobesera (zm. 1559). Pojawiło się ono także w jednym ze "starych" wydań herbarza Siebmachera. Jest ono tożsame z wariantem II. 
Wersja upowszechniona jako podstawowa pojawiła się po raz pierwszy na mapie Pomorza Lubinusa z 1618 roku. Następnie odnotowało ją jedno ze "starych" wydań herbarza Siebmachera, jak również jedno z "nowych" wydań (Der Adel des Königreichs Preußen, 1857). Herb występuje także w pracach Ledebura (Adelslexikon der preussichen Monarchie, 1858) i Emiliana Szeligi-Żernickiego (Der Polnische Adel, 1900, Die polnischen Stammwappen, 1904).
Wariant herbu oznaczony jako IIa przytaczana jest przez Bagmila (Pommersches Wappenbuch, 1854) oraz "nowego" Siebmachera (Der abgestorbene Adel der Provinz Preußen, 1874).

## Herbowni
Wobeser (Wobesar, Wobiser, Wobser, Wobzer).

### Rodzina Wobeser
Stara rycerska rodzina pochodząca z Pomorza Zachodniego, wywodząca się ze wsi Wobeser (dzisiaj Objezierze). Według niezbyt wiarygodnych przekazów rodzinnych, jej protoplastą miał być znany w 1243 roku rycerz Ciesław. Pierwsze pewne zapisy pochodzą jednak z lat 1457 i 1484 i dotyczą potwierdzenia lenna na Objezierzu i Żelkowie przez Bogusława X. Znaczącym członkiem rodu był Jakob (I) Wobeser (ok. 1490/1500-1546), student w Wittenberdze, marszałek dworu księcia Barnima, starosta lęborski, landwójt słupski i sławieński, kilkukrotny poseł do Polski. Istotne funkcje pełnił też jego imiennik, Jakob (II) Wobeser (ok. 1535-1597/1602), student z Lipska, radca dworu księcia Barnima, marszałek dworu książąt zachodnipomorskich, landwójt słupski, starosta darłowski i bytowski. Wobeserowie osiedli także na Górnych Łużycach, z linii tej pochodził szambelan Jacob Eckart von Wobeser, radca i starosta prowincji w 1725 roku. Członkowie rodu mieli też majątki w Nowej Marchii, Prusach Wschodnich i Prusach Zachodnich. Pomorscy Wobeserowie zasilali szeregi armii pruskiej, wywodziło się z tego rodu kilku generałów.